# زونغشان
زونغشان (بالصينية: 中山市) هي مدينة من مدن الصين. يبلغ عدد سكانها 3142300 نسمة حسب إحصائيات سنة 2012. يبلغ ارتفاع المدينة عن سطح البحر قرابة 11 متر. تبلغ مساحتها 1783.67 كم².

## المناخ
يظهر الجدول التالي التغييرات المناخية على مدار السنة لزونغشان:
| البيانات المناخية لـزونغشان                      | البيانات المناخية لـزونغشان | البيانات المناخية لـزونغشان | البيانات المناخية لـزونغشان | البيانات المناخية لـزونغشان | البيانات المناخية لـزونغشان | البيانات المناخية لـزونغشان | البيانات المناخية لـزونغشان | البيانات المناخية لـزونغشان | البيانات المناخية لـزونغشان | البيانات المناخية لـزونغشان | البيانات المناخية لـزونغشان | البيانات المناخية لـزونغشان | البيانات المناخية لـزونغشان |
| الشهر                                            | يناير                       | فبراير                      | مارس                        | أبريل                       | مايو                        | يونيو                       | يوليو                       | أغسطس                       | سبتمبر                      | أكتوبر                      | نوفمبر                      | ديسمبر                      | المعدل السنوي               |
| ------------------------------------------------ | --------------------------- | --------------------------- | --------------------------- | --------------------------- | --------------------------- | --------------------------- | --------------------------- | --------------------------- | --------------------------- | --------------------------- | --------------------------- | --------------------------- | --------------------------- |
| الدرجة القصوى °م (°ف)                            | 27.0 (80.6)                 | 28.6 (83.5)                 | 29.6 (85.3)                 | 32.1 (89.8)                 | 35.1 (95.2)                 | 35.6 (96.1)                 | 37.5 (99.5)                 | 36.4 (97.5)                 | 35.9 (96.6)                 | 33.0 (91.4)                 | 30.3 (86.5)                 | 28.3 (82.9)                 | 37.5 (99.5)                 |
| متوسط درجة الحرارة الكبرى °م (°ف)                | 18.2 (64.8)                 | 18.2 (64.8)                 | 21.3 (70.3)                 | 25.7 (78.3)                 | 29.1 (84.4)                 | 31.0 (87.8)                 | 32.4 (90.3)                 | 32.4 (90.3)                 | 30.9 (87.6)                 | 28.0 (82.4)                 | 24.1 (75.4)                 | 20.0 (68.0)                 | 25.9 (78.7)                 |
| المتوسط اليومي °م (°ف)                           | 13.7 (56.7)                 | 14.7 (58.5)                 | 17.9 (64.2)                 | 22.3 (72.1)                 | 25.6 (78.1)                 | 27.5 (81.5)                 | 28.5 (83.3)                 | 28.5 (83.3)                 | 27.1 (80.8)                 | 23.8 (74.8)                 | 19.4 (66.9)                 | 14.9 (58.8)                 | 22.0 (71.6)                 |
| متوسط درجة الحرارة الصغرى °م (°ف)                | 10.5 (50.9)                 | 12.2 (54.0)                 | 15.5 (59.9)                 | 19.9 (67.8)                 | 23.0 (73.4)                 | 24.8 (76.6)                 | 25.5 (77.9)                 | 25.6 (78.1)                 | 24.3 (75.7)                 | 20.7 (69.3)                 | 16.0 (60.8)                 | 11.3 (52.3)                 | 19.1 (66.4)                 |
| أدنى درجة حرارة °م (°ف)                          | 1.3 (34.3)                  | 2.8 (37.0)                  | 3.4 (38.1)                  | 11.0 (51.8)                 | 15.1 (59.2)                 | 18.4 (65.1)                 | 21.4 (70.5)                 | 21.5 (70.7)                 | 19.0 (66.2)                 | 10.6 (51.1)                 | 5.3 (41.5)                  | 1.9 (35.4)                  | 1.3 (34.3)                  |
| الهطول مم (إنش)                                  | 34.4 (1.35)                 | 66.8 (2.63)                 | 74.5 (2.93)                 | 185.0 (7.28)                | 244.7 (9.63)                | 334.9 (13.19)               | 241.0 (9.49)                | 277.7 (10.93)               | 233.7 (9.20)                | 78.5 (3.09)                 | 44.9 (1.77)                 | 32.3 (1.27)                 | 1٬848٫4 (72.76)             |
| متوسط الرطوبة النسبية (%)                        | 79                          | 84                          | 85                          | 85                          | 85                          | 85                          | 83                          | 84                          | 83                          | 79                          | 77                          | 77                          | 82                          |
| المصدر: China Meteorological Data Service Center |                             |                             |                             |                             |                             |                             |                             |                             |                             |                             |                             |                             |                             |

## توأمة
لزونغشان اتفاقيات توأمة مع كل من:
- مقاطعة هونولولو
- كولياكان (2007 - )
- Culiacán Municipality [الإنجليزية]‏ منذ (2007 - )

## أعلام
- هوانغ جون
- ريتشارد لي
- شو شيلين
- وو بينغفينغ
- مين تشو